# Apistogramma inornata
Apistogramma inornata är en fiskart som beskrevs av Wolfgang Staeck 2003. Apistogramma inornata ingår i släktet Apistogramma och familjen Cichlidae. Inga underarter finns listade i Catalogue of Life.